# Суворов, Иван Капитонович
Иван Капитонович Суворов (26 мая 1918 года, Воронежская губерния, кандидат технических наук, профессор, ректор СМИ с 1962 по 1966 годы.

## Краткие биографические сведения
- Окончил Московский институт стали . После окончания ВУЗа направлен на Кузнецкий металлургический комбинат вальцовщиком в прокатный цех. С 1944 работал в ЦНИИ Чёрной металлургии.  С 1947 по 1961 годы работал в Московском институте стали (ассистент, доцент, профессор). В перерыве 2 года с 1953 по 1955 годы работал в Китае преподавателем . С 1961 года назначен ректором  СМИ. На посту ректора СМИ работал до 1966 года.